# دوين جونسون (كرة سلة)
دوين جونسون (بالإنجليزية: Duane Johnson)‏ مواليد 2 أبريل 1991، هو لاعب كرة سلة أمريكي بدأ مسيرته الاحترافية في سنة 2014 يلعب في الدوري الإيرلندي لكرة السلة ويحمل الرقم 15. يبلغ طوله 6 قدم 7 بوصة (2.0 م).